# Fratelli Angiulo
I Fratelli Angiulo (Donato, Francesco, Gennaro, James e Nicolò), erano un gruppo di fratelli mafiosi italo-americani, che operavano principalmente nella Boston settentrionale, durante gli anni cinquanta e primi anni sessanta. Furono membri di spicco della Famiglia Patriarca, la famiglia mafiosa di Boston che dominava tutti i racket negli stati del Massachusetts e del Rhode Island, dove alla metà degli anni 70 si aprirono delle sanguinose faide con le bande irlandesi della Winter Hill Gang e della Charlestown Mob.
Gennaro Angiulo, detto Jerry, fu l'unico dei 5 fratelli ad essere stato arrestato dall'FBI nel 1983, dopodiché fu rilasciato il 14 settembre 2007. È morto a seguito di una malattia renale presso il Massachusetts General Hospital, il 29 agosto 2009.